# Варежка (разъезд)
Варежка — упразднённый  в 2006 году разъезд (тип населённого пункта) в Пачелмском районе Пензенской области России. На момент упразднения входил в состав Титовского сельсовета. 

## География
Находился на линии Пенза — Ряжск, на расстоянии приблизительно 5 км на восток от поселка Титово.

## История
Основана в 1920-х годах на землях села Покровская Варежка.
Упразднён в 2006 году.

## Население
| 1926 | 1939 | 1959 | 1979 | 1989 | 1996 | 2002 |
| ---- | ---- | ---- | ---- | ---- | ---- | ---- |
| 4    | ↗20  | ↗38  | ↘23  | ↘12  | ↘7   | ↘0   |

## Инфраструктура
Основа экономики — обслуживание путевого хозяйства Пензенского региона Куйбышевской железной дороги.

## Транспорт
Остановочный пункт Варежка, находится на участке с тепловозной тягой ж-д линии «Пенза — Вернадовка».